# بوبر خال‌دار
بوبر خال‌دار (نام علمی: Ixonotus guttatus) نام یک گونه از تیره خرمابلبلان است.